# Iso-Hanhi
Iso-Hanhi är öar i Finland. De ligger i Skärgårdshavet och i kommunen Nådendal i landskapet Egentliga Finland, i den sydvästra delen av landet. Öarna ligger omkring 27 kilometer väster om Åbo och omkring 180 kilometer väster om Helsingfors.
Arean för den av öarna koordinaterna pekar på är 0,9 hektar och dess största längd är 180 meter i sydöst-nordvästlig riktning. I omgivningarna runt Iso-Hanhi växer i huvudsak barrskog. Runt Iso-Hanhi är det ganska glesbefolkat, med 29 invånare per kvadratkilometer. Närmaste större samhälle är Nådendal, 13,5 km öster om Iso-Hanhi.